# Grégory Coupet
Grégory Coupet (n. 31 decembrie 1972, Le Puy-en-Velay, Franța) este un fost fotbalist francez, care a jucat pe postul de portar, pentru echipe precum Olympique Lyonnais sau Paris Saint-Germain, echipă la care s-a retras în 2011.